# 래리 니븐
로런스 밴콧 니븐(영어: Laurence van Cott Niven, 1938년 4월 30일~)은 미국 출신의 공상과학 소설 작가이다. 가장 잘 알려진 그의 작품으로는 휴고, 로커스, 디트마르, 그리고 네뷸라 상을 받은 링월드 (1970)가 있으며, 제리 푸어넬리와 함께 집필한 신의 눈 속 티끌 (1974)과 루시퍼의 망치(1997)가 있다. 미국의 공상과학과 판타지 작가에서 그를 2015년 대이몬 나이트 메모리얼 그랜드 마스터 상의 수상자로 칭했다. 그의 작품은 주로 하드 SF 장르로 거대과학의 컨셉과 이론적 물리학을 사용한다. 또한 추리 소설과 모험 소설의 요소들을 곧잘 포함한다. 그가 집필한 판타지 소설로는 매직 고우즈 어웨이가 있으며 비재생 자원으로서의 마법에 대한 내용을 다룬다.